# العلاقات التنزانية الجنوب سودانية
العلاقات التنزانية الجنوب سودانية هي العلاقات الثنائية التي تجمع بين تنزانيا وجنوب السودان.

## مقارنة بين البلدين
هذه مقارنة عامة ومرجعية للدولتين:
| وجه المقارنة                                              | تنزانيا                        | جنوب السودان                  |
| --------------------------------------------------------- | ------------------------------ | ----------------------------- |
| المساحة (كم2)                                             | 947.30 ألف                     | 619.75 ألف                    |
| عدد السكان (نسمة)                                         | 57.31 مليون                    | 12.58 مليون                   |
| الكثافة السكانية (ن./كم²)                                 | 60.5                           | 20.3                          |
| العاصمة                                                   | دودوما                         | جوبا                          |
| اللغة الرسمية                                             | اللغة السواحلية، لغة إنجليزية  | لغة إنجليزية                  |
| العملة                                                    | شيلينغ تانزاني                 | جنيه جنوب سوداني، جنيه سوداني |
| الناتج المحلي الإجمالي (بليون دولار)                      | 52.09 مليار                    | 2.90 مليار                    |
| الناتج المحلي الإجمالي (تعادل القوة الشرائية) بليون دولار | 138.73 مليار                   | 22.88 مليار                   |
| الناتج المحلي الإجمالي الاسمي للفرد دولار أمريكي          | 878                            | 73                            |
| الناتج المحلي الإجمالي للفرد دولار أمريكي                 | 2.54 ألف                       | 2.02 ألف                      |
| مؤشر التنمية البشرية                                      | 0.521                          | 0.467                         |
| رمز المكالمات الدولي                                      | +255                           | +211                          |
| رمز الإنترنت                                              | .tz                            | .ss                           |
| المنطقة الزمنية                                           | ت ع م+03:00، توقيت شرق أفريقيا | ت ع م+03:00                   |

## منظمات دولية مشتركة
يشترك البلدان في عضوية مجموعة من المنظمات الدولية، منها:
| علم المنظمة | اسم المنظمة                               | تاريخ انضمام تنزانيا | تاريخ انضمام جنوب السودان |
| ----------- | ----------------------------------------- | -------------------- | ------------------------- |
|             | مؤسسة التنمية الدولية                     | 6 نوفمبر 1962        | 18 أبريل 2012             |
|             | يونسكو                                    | 6 مارس 1962          | 27 أكتوبر 2011            |
|             | وكالة ضمان الاستثمار متعدد الأطراف        | 19 يونيو 1992        | 18 أبريل 2012             |
|             | الأمم المتحدة                             | 14 ديسمبر 1961       | 14 يوليو 2011             |
|             | الاتحاد البريدي العالمي                   | ?                    | ?                         |
|             | البنك الدولي للإنشاء والتعمير             | 10 سبتمبر 1962       | 18 أبريل 2012             |
|             | الاتحاد الدولي للاتصالات                  | 31 أكتوبر 1962       | 3 أكتوبر 2011             |
|             | مؤسسة التمويل الدولية                     | 10 سبتمبر 1962       | 18 أبريل 2012             |
|             | المركز الدولي لتسوية المنازعات الاستشارية | 17 يونيو 1992        | 18 مايو 2012              |
|             | منظمة الشرطة الجنائية الدولية             | ?                    | ?                         |
|             | الاتحاد الأفريقي                          | 16 يناير 1964        | ?                         |
|             | البنك الإفريقي للتنمية                    | ?                    | ?                         |

## وصلات خارجية
- موقع وزارة الخارجية التنزانية
- موقع وزارة الخارجية الجنوب سودانية